# La Discussione
La Discussione è un quotidiano politico italiano fondato da Alcide De Gasperi nel 1953. È stata la rivista politico-culturale ufficiale della Democrazia Cristiana. L'attuale editore è La Discussione s.r.l.

## Storia
Settimanale
Fondato da Alcide De Gasperi nel 1952, il giornale è sempre stato legato alla Democrazia Cristiana ed ai partiti che si formarono dopo lo scioglimento della DC. 
Nel 1977 La Discussione subì un attentato ordito dalla colonna romana delle Brigate Rosse: davanti alla sede del settimanale fu fatto esplodere un potente ordigno. L'esplosione danneggiò le strutture portanti del palazzo. La redazione del giornale fu costretta a trasferirsi in piazza delle Cinque Lune, sede del quotidiano Il Popolo.
In seguito al frazionamento del partito, nel 1994 la proprietà passa al costituendo Partito Popolare Italiano (PPI).
Quotidiano
Nel 1995 anche il PPI si divide: Rocco Buttiglione fonda i Cristiani Democratici Uniti (CDU), ed a questo movimento passa la proprietà de La Discussione, che diviene quotidiano ed organo ufficiale, per la prima volta nella sua storia. Il primo numero della nuova serie esce il 7 novembre.
In seguito si registrano momenti altalenanti, sia come copie vendute che come sviluppo dello stesso quotidiano, fino a precipitare in uno stato di crisi nel 2002. La Discussione viene chiusa per mancanza di fondi e per il mancato riconoscimento ufficiale da parte della nuova coalizione politica Unione dei Democratici Cristiani e di Centro (UDC), in cui confluisce gran parte della CDU.
Il quotidiano riprende la sua attività solo nel 2005, quando Gianfranco Rotondi crea la Democrazia Cristiana per le Autonomie. La direzione politica della Discussione, organo ufficiale del partito, viene affidata a Paolo Cirino Pomicino. Il partito termina la sua attività nel 2009. Giampiero Catone, già segretario organizzativo del disciolto partito, rileva la proprietà della testata. 

## Il Movimento politico
Contestualmente alla rinascita della Democrazia Cristiana sono sorti i circoli politici legati al giornale detti «Circoli la Discussione».
Dopo il 2009, Giampiero Catone, parlamentare del Popolo della Libertà trasforma i «circoli la Discussione» in un movimento politico interno al partito.
Il 23 settembre 2010 Catone lascia il PdL per aderire, insieme ai circoli della Discussione, a Futuro e Libertà per l'Italia, la formazione guidata da Gianfranco Fini.
Il successivo 14 dicembre, giorno della fiducia al Governo Berlusconi IV, Catone decide di sostenere l'esecutivo e lascia il gruppo Futuro e Libertà per l'Italia per poi entrare nel Gruppo misto. Successivamente aderisce al gruppo parlamentare Iniziativa Responsabile, divenuto poi Popolo e Territorio, nel cui nome compare la scritta «La Discussione».
Nel maggio 2012 il movimento aderisce alla nuova Democrazia Cristiana di Giovanni Angelo Fontana.

## Direttori
- Fabrizio Schneider Graziosi (1953-1954)
- Mariano Rumor (1954-1959)
- Leone Piccioni
- Guglielmo Zucconi (1977-1980)
- Corrado Belci (1980-1982)
- Antonino Zaniboni (negli anni ottanta) [9]
- Pio Cerocchi (1989-1992) [10]
- Gianfranco Rotondi (nel 1995-96-97)
- Alfredo Romano (2000-2007) [11]
- Antonio Falconio (2009-2013)
- Emilio Fede (2013-2014)[12][13]
- Antonio Falconio, 2ª volta (2015-2019)[14]
- Giampiero Catone (2019-2021)
- Giuseppe Mazzei (2021 - febbraio 2024)
- Giampiero Catone, 2ª volta (in carica)